# Pożar i zatonięcie tankowca Athenian Venture
Pożar i zatonięcie tankowca Athenian Venture – katastrofa morska cypryjskiego tankowca „Athenian Venture”, do której doszło 22 kwietnia 1988. Wszystkie osoby obecne na pokładzie były Polakami – 24 członków załogi i 5 towarzyszących im żon. Nikt nie ocalał.

## Historia statku
Statek został zbudowany w 1975 roku w Szwecji, w stoczni AB Oskarshamns Varv. Należał do  Polskiej Żeglugi Morskiej (PŻM) pod nazwą „Karkonosze”. W 1983 r. został sprzedany przez PŻM greckiemu armatorowi Minosowi X. Kyriakou,  właścicielowi firmy Athenian Tankers, i wówczas też zmieniono nazwę statku na „Athenian Venture”.

## Przebieg wydarzeń
Statek płynął z Amsterdamu do Nowego Jorku, wioząc 10,5 miliona galonów benzyny. O 2:00, z nieustalonych przyczyn około 800 mil na wschód od wybrzeży Nowej Szkocji, podczas silnego sztormu doszło do eksplozji i pożaru. Statek przełamał się na dwie części, część dziobowa natychmiast zatonęła, część rufowa unosiła się jeszcze na powierzchni przez trzy tygodnie. 
Na miejsce wypadku jako pierwsza dotarła amerykańska eskadra ratunkowa, włączyły się nią także statki przebywające w okolicy, w tym dwa polskie: ms „Stefan Starzyński” oraz ms „Generał Jasiński”. Po czasie na miejsce zdarzenia dotarli także hiszpańscy rybacy, którzy wzięli wrak statku na hol. Oni też znaleźli na statku dwa dzienniki okrętowe. Z niewyjaśnionych przyczyn część rufowa zatonęła w pobliżu Vigo (Hiszpania). 
Przyczyny i przebieg katastrofy nie zostały ostatecznie ustalone, wiadomo jednak, że statek był w bardzo złym stanie technicznym. 
Polscy marynarze zostali zatrudnieni najprawdopodobniej dla oszczędności – płacono im mniej niż marynarzom z innych krajów. Wiadomo, że wielu z nich pisało do swych rodzin listy świadczące o złym stanie technicznym statku, o jego niezdatności do żeglugi i nieprofesjonalności zaleceń armatora w zakresie jego eksploatacji. Wiadomo też, że wielu z nich na skutek odniesionych obrażeń podczas wcześniejszych rejsów statku pozostawało bez wynagrodzenia długo lecząc się z odniesionych obrażeń.
Firma Athenian Tankers, do której należał statek w chwili katastrofy, istnieje do chwili obecnej pod nazwą Athenian Sea Carriers Ltd. W Polsce prowadzi działalność gospodarczą pod nazwą Intestra S.A. z siedzibą w Gdyni i w Warszawie.

## Lista ofiar katastrofy
1. Eugeniusz Bednarski
2. Mieczysław Bogusz
3. Mieczysław Brękiewicz
4. Stefan Jaskowski
5. Hanna Jezierska
6. Tadeusz Jezierski
7. Zbigniew Jurszo
8. Krzysztof Konieczny
9. Bogdan Krasoń
10. Michalina Krasoń
11. Ryszard Lipowski
12. Henryk Mazurowski
13. Jan Mączka
14. Henryk Olek
15. Maria Pasławska
16. Włodzimierz Pasławski
17. Waldemar Pawłowski
18. Gerard Plichta
19. Jerzy Sałamacha
20. Jan Soboń
21. Ryszard Stelmaszyk
22. Jan Szczęsny
23. Jadwiga Szulkowska
24. Czesław Szulkowski
25. Marek Umięcki
26. Edwarda Urbanowicz
27. Ryszard Urbanowicz
28. Tadeusz Wojciechowski
29. Andrzej Szukalski (jedyna osoba której ciało zostało wyłowione z Oceanu Atlantyckiego; pochowany na cmentarzu szczecińskim)